# Таскамбія (Алабама)
Таскамбія (англ. Tuscumbia) — місто (англ. city) в США, в окрузі Колберт штату Алабама. Населення — 9054 особи (2020).

## Географія
Таскамбія розташована за координатами 34°43′7″ пн. ш. 87°42′9″ зх. д. / 34.71861° пн. ш. 87.70250° зх. д. (34.718686, -87.702603). За даними Бюро перепису населення США в 2010 році місто мало площу 22,76 км², з яких 22,65 км² — суходіл та 0,11 км² — водойми. В 2017 році площа становила 24,00 км², з яких 23,88 км² — суходіл та 0,11 км² — водойми.

## Демографія
Згідно з переписом 2010 року, у місті мешкали 8423 особи в 3704 домогосподарствах у складі 2276 родин. Густота населення становила 370 осіб/км². Було 4120 помешкань (181/км²).
Расовий склад населення:
| - 75,9 % — білих - 21,2 % — чорних або афроамериканців - 0,4 % — корінних американців - 0,3 % — азіатів |

До двох чи більше рас належало 1,7 %. Частка іспаномовних становила 1,4 % від усіх жителів.
За віковим діапазоном населення розподілялося таким чином: 21,6 % — особи молодші 18 років, 58,5 % — особи у віці 18—64 років, 19,9 % — особи у віці 65 років та старші. Медіана віку мешканця становила 41,5 року. На 100 осіб жіночої статі у місті припадало 84,7 чоловіків; на 100 жінок у віці від 18 років та старших — 79,8 чоловіків також старших 18 років.
Середній дохід на одне домашнє господарство становив 51 407 доларів США (медіана — 41 176), а середній дохід на одну сім'ю — 61 154 долари (медіана — 53 941). Медіана доходів становила 46 250 доларів для чоловіків та 38 794 долари для жінок. За межею бідності перебувало 15,3 % осіб, у тому числі 24,6 % дітей у віці до 18 років та 6,5 % осіб у віці 65 років та старших.
Цивільне працевлаштоване населення становило 3268 осіб. Основні галузі зайнятості: освіта, охорона здоров'я та соціальна допомога — 21,8 %, виробництво — 16,4 %, роздрібна торгівля — 12,2 %, науковці, спеціалісти, менеджери — 11,1 %.

## Відомі люди
В Таскамбії 1880 р. народилася Гелен Келлер — сліпоглуха американська письменниця, громадський діяч і викладач, обрана до Залу Жіночої Слави.